# مصطفی عسکریان

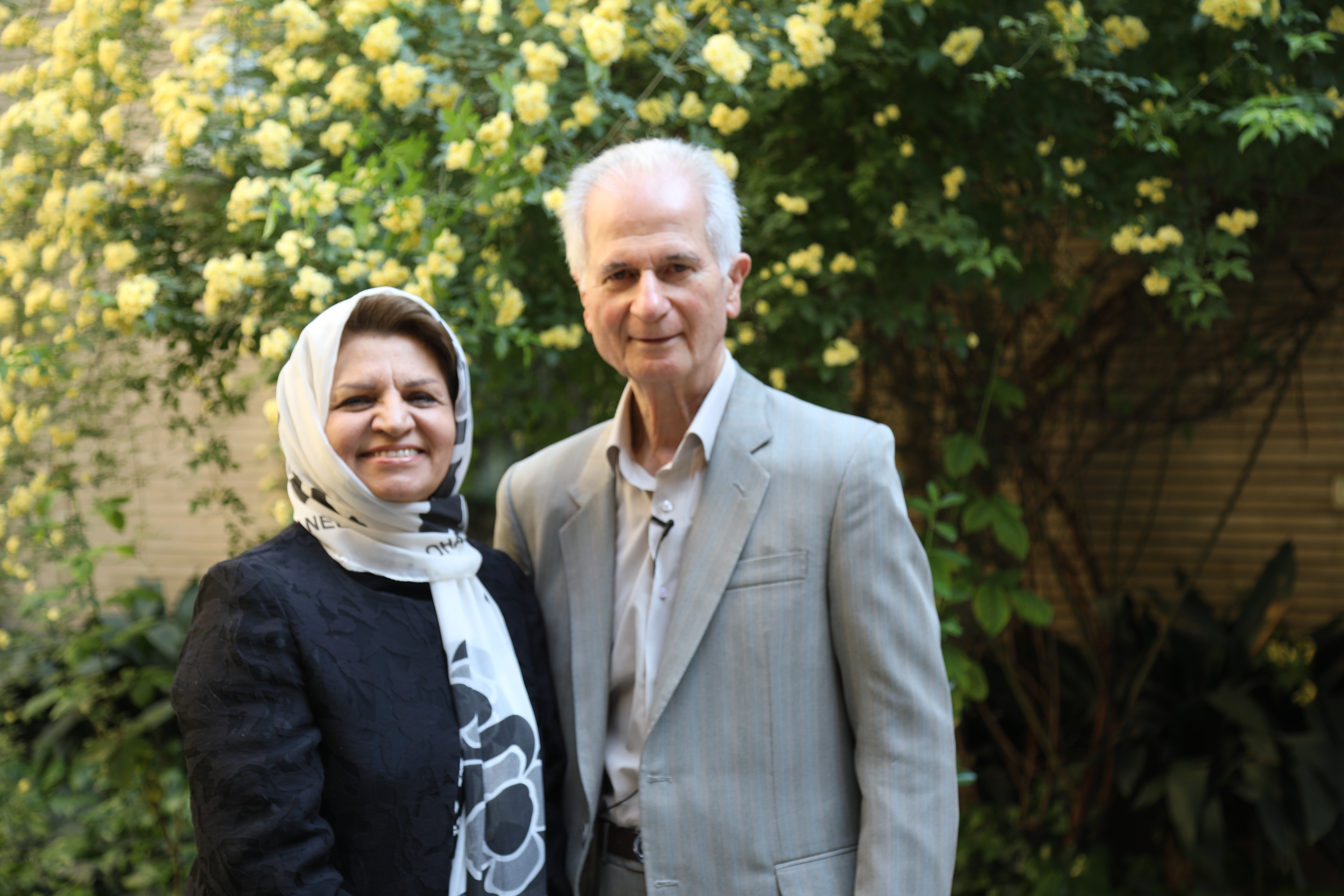
استاد عسکریان و همسرش

مصطفی عسکریان(زاده ۱۳۱۸ در آستارا ) ، نویسنده می باشد. دارای مدرک دکتری رشته مدیریت آموزشی جامعه‌شناسی آموزش و پرورش از دانشگاه سوربن (دانشگاه) فرانسه‌است. وی عضو هیئت علمی و استاد دانشگاه خوارزمی بود که پس از بازنشستگی در سال ۱۳۷۹، هم‌اکنون به عنوان استاد تمام در دانشگاه آزاد اسلامی واحد تهران مرکزی و در
دانشکده روانشناسی و علوم تربیتی به تدریس مشغول است.

## سوابق تحصیلی

### دکتری
دکترای تخصصی در رشته علوم تربیتی با دو گرایش مدیریت آموزشی و جامعه‌شناسی آموزش و پرورش از دانشگاه سوربن
همزمان با تحصیل در دوره دکتری به دریافت دیپلم عالی زبان فرانسه از مؤسسه زبان فرانسه و گواهینامه‌های روانشناسی تربیتی و روانشناسی اجتماعی از دانشگاه پاریس نایل گردید.

### کارشناسی ارشد
دانشگاه تهران رشته علوم تربیتی

### کارشناسی
در سال ۱۳۳۹ رشته تربیت بدنی با مهاد علوم تربیتی در دانشسرای عالی سابق، دانشگاه خوارزمی تهران کنونی

## مدرک آلیانس
دیپلم زبان فرانسه از انجمن ایران و فرانسه اخذ شده‌است.

## افتخارات
علاوه بر داشتن مقام استاد تمام که از سال ۱۳۷۲ دارا بوده‌است به سال ۱۳۸۷ از طرف بنیاد ایرانشناسی جزو مشاهیر و فرهیختگان ایران در رشته علوم تربیتی معرفی شده‌است.

## اساتید و همکاران وی
دکتر عیسی صدیق در دانشسرای عالی، دکتر کاردان در دانشسرا، دکتر طوسی در دانشگاه تهران از اساتید مصطفی عسگریان بودند.
از هم دوره ای های مصطفی عسگریان می‌توان به کمال خرازی و از همکارانش می‌توان به استاد فلسفه صمد دیلمقانی ، علی شریعتمداری و دکتر عبدالحسین نقیب زاده و غیره اشاره کرد.

## سمت‌های اجرایی
- مدیر برنامه‌ریزی مدیریت آموزشی در شورایعالی برنامه‌ریزی وزارت علوم تحقیقات و فناوری از سال ۱۳۶۹ حال به علت ادغام شورایعالی برنامه‌ریزی با شورای گسترش آموزش عالی همکاری ایشان با شورای گسترش ادامه دارد.
- داور طرح تحقیقاتی در معاونت پژوهشی دانشگاه آزاد اسلامی

## تدریس
قبل از ورود به دانشگاه به مدت ۵ سال دبیر بوده و در شهرستانهای استان های آذربایجان، خوزستان و تهران مشغول تدریس ادبیات فارسی بوده‌اند.
دانشگاه تهران، دانشگاه خوارزمی تهران، دانشگاه تربیت مدرس، دانشگاه امیرکبیر، دانشگاه علم و صنعت، دانشگاه علوم پزشکی تهران، دانشگاه علوم پزشکی ایران، واحد علوم و تحقیقات دانشگاه آزاد اسلامی و در حال حاضر علاوه بر تدریس در دانشگاه‌های تهران استاد رسمی دانشگاه آزاد اسلامی واحد تهران مرکزی می‌باشد. مدیر گروه بنیادهای آموزش و پرورش در دانشکده روانشناسی و علوم تربیتی دانشگاه تربیت معلم تهران از سال ۱۳۷۰ تا ۱۳۸۰

## آثار منتشر شده

### کتب
- سازمان و مدیریت آموزش و پرورش ناشر امیرکبیر تهران ۲۰ بار تجدید چاپ
- روابط انسانی و رفتار سازمانی ناشر امیرکبیر تهران ۳ بار تجدید چاپ
- مدیریت نیروی انسانی ناشر جهاد دانشگاهی دانشگاه تربیت معلم تهران ۲ بار تجدید چاپ
- مدیریت در اسلام ناشر جهاد دانشگاهی دانشگاه تربیت معلم تهران
- مدیریت بازاریابی ناشر مرکز آموزش و تحقیقات بنیاد مستضعفان تهران
- نگاهی به جامعه‌شناسی ناشر مبتکران تهران
- مدیریت منابع انسانی ناشر همایش تهران
- تحلیل، برنامه‌ریزی تحقیق جامعه‌شناسی آموزش و پرورش ناشر دانش‌افروز تهران
- جامعه‌شناسی آموزش و پرورش ناشر طوس تهران ۳ بار تجدید چاپ
- اساس اهداف و برنامه‌ریزی درس تربیت بدنی دانش‌آموزان دختر ناشر وزارت آموزش و پرورش
- برنامه‌ریزی درس تربیت بدنی دوره آمادگی و اول ابتدایی ناشر وزارت آموزش و پرورش
- برنامه‌ریزی درس تربیت بدنی کلاس دوم و سوم ابتدایی ناشر وزارت آموزش و پرورش

### جزوات درسی
- روابط انسانی در سازمانهای آموزشی از انتشارات دانشگاه تربیت معلم تهران
- فلسفه و اصول آموزش و پرورش از انتشارات دانشگاه تربیت معلم تهران
- روانشناسی اجتماعی از انتشارات دانشگاه تربیت معلم تهران
- روانشناسی یادگیری از انتشارات دانشگاه تربیت معلم تهران
- اصول سازمان و مدیریت مؤسسات آموزشی از انتشارات دانشگاه تربیت معلم تهران
- نظارت و راهنمایی آموزشی از انتشارات دانشگاه شاهد
- نگرش سیستمی در برنامه‌ریزی درسی از انتشارات دانشگاه آزاد اسلامی واحد تهران مرکز

### مقالات
۴۶ مقاله منتشره در مجلات علمی پژوهشی داخلی و خارجی (ISI)در زمینه‌های علوم تربیتی و روانشناسی

## مقالات ترجمه شده
شامل ۶ مقاله از مجله Perspective (نمای تربیت) از انتشارات یونسکو

### تحقیقات
۱۰ تحقیق علمی در زمینه‌های علوم تربیتی روانشناسی و علوم اجتماعی. ناظر ۷ تحقیق علمی در وزارت آموزش و پرورش
راهنمایی رساله‌های دکتری و پایان‌نامه‌های فوق‌لیسانس:
راهنمایی ۲۴ رساله دکتری و ۶۵۰ پایان‌نامه فوق‌لیسانس در رشته‌های علوم تربیتی و روانشناسی در دانشگاه‌های تهران، تربیت مدرس، تربیت معلم تهران و دانشگاه آزاد اسلامی تهران مرکز
فعالیتهای آموزشی و پژوهشی ایشان علاوه بر دانشگاه‌های مختلف دولتی و آزاد تهران در سازمان‌های دیگر کشور ادامه دارد.